# おとめ座ミュー星
おとめ座μ星（おとめざミューせい、μ Virginis、μ Vir）は、おとめ座にある連星である。「吠える犬の足」を意味するRijl al 'Awwā' （アラビア語で"رجل العوى"）という固有名がある。視等級は3.87で、肉眼でみることができる。天の赤道の近くに位置するので、地球上の殆どの場所からみることができる。年周視差に基づいて計算した太陽からの距離は、約59.5光年である。

## 星系
おとめ座μ星から西北西に42秒離れた位置に、16等星が存在するが、この2つの恒星は固有運動を共有する連星である。主星と伴星の間の実際の距離は、770AU程度である。主星には、更に見かけ上分離できない伴星が存在する可能性も指摘されており、おとめ座μ星は三重連星系かもしれない。VLT干渉計によっておとめ座μ星の角直径を測定したところ、異常に大きいことがわかり、伴天体の影響と予想されている。

## 特徴
おとめ座μ星の主星は、F型主系列星で、スペクトル型はF2 Vとなっている。以前は、スペクトル型がF2 IIIとされ、HR図上でも主系列よりやや上にあることから、進化した恒星であることも考えられたが、表面重力の推定からは、主系列を終えて膨張を始めているとは考えにくい。表面温度は6,700K程度、年齢はおよそ16億年と推定され、自転速度は47.0km/sと比較的速い。質量は太陽の5割増し、半径は太陽の倍、光度は太陽の8倍程度とみられる。古くから視線速度の時間変化が観測され、そのことから分光連星ではないかと言われたこともあるが、最近の観測では、変化しているのは視線速度よりも寧ろスペクトル線の強度や輪郭で、それは彩層活動に由来するものとみられる。
離れた伴星は、質量が太陽の14%程度、スペクトル型がM5の矮星ではないかと予想される。